# Pierre Littbarski
Pierre Littbarski (sinh ngày 16 tháng 4 năm 1960) là một cầu thủ bóng đá người Đức.

## Đội tuyển bóng đá quốc gia
Pierre Littbarski thi đấu cho đội tuyển bóng đá quốc gia Đức từ năm 1981 đến 1990.

## Thống kê sự nghiệp
| Đội tuyển bóng đá Đức | Đội tuyển bóng đá Đức | Đội tuyển bóng đá Đức |
| Năm                   | Trận                  | Bàn                   |
| --------------------- | --------------------- | --------------------- |
| 1981                  | 2                     | 3                     |
| 1982                  | 15                    | 5                     |
| 1983                  | 8                     | 0                     |
| 1984                  | 3                     | 0                     |
| 1985                  | 10                    | 4                     |
| 1986                  | 7                     | 0                     |
| 1987                  | 6                     | 3                     |
| 1988                  | 8                     | 0                     |
| 1989                  | 4                     | 2                     |
| 1990                  | 10                    | 1                     |
| Tổng cộng             | 73                    | 18                    |